# Distrito de Lisboa
El distrito de Lisboa es uno de los dieciocho distritos que, junto con Madeira y Azores, forman Portugal. Con capital en la ciudad homónima —que es además capital del país—, limita al norte con Leiría, al este con Santarém, al sur con Setúbal y al oeste con el océano Atlántico.
Pertenece a las provincias tradicionales de Estremadura y de Ribatejo. Área: 2816,13 km² (15.º mayor distrito portugués). Población residente (censo 2011): 2 250 533 habs. Densidad de población: 799,16 habs./km².

## Subdivisiones
El distrito de Lisboa se subdivide en los siguientes 16 municipios:
- Alenquer (Estremadura)
- Amadora (Área Metropolitana de Lisboa (AML), Estremadura)
- Arruda dos Vinhos (Estremadura)
- Azambuja (Ribatejo)
- Cadaval (Estremadura)
- Cascaes (AML, Estremadura)
- Lisboa (AML, Estremadura)
- Loures (AML, Estremadura)
- Lourinhã (Estremadura)
- Mafra (AML, Estremadura)
- Odivelas (AML, Estremadura)
- Oeiras (AML, Estremadura)
- Sintra (AML, Estremadura)
- Sobral de Monte Agraço (Estremadura)
- Torres Vedras (Estremadura)
- Vila Franca de Xira (AML, Ribatejo)

Hasta 2002 el distrito estaba totalmente integrado en la Región de Lisboa y Valle del Tajo, de la cual constituye el núcleo principal, se dividía en dos subregiones, Grande Lisboa y Oeste, poseyendo aún un municipio en la Lezíria do Tejo. 
Tras esa fecha, la Región de Lisboa y Valle del Tajo fue profundamente reducida, y renombrada como Región de Lisboa. Actualmente, solo existe la subregión de la Grande Lisboa, parte de la Región de Lisboa, el Oeste pasó a la región Centro y la Lezíria do Tejo, a la región estadística de Alentejo (NUTSII).